# Ayumi Shiina
Ayumi Shiina (椎名 あゆみ  Shiina Ayumi?,  29 de agosto de 1969, Prefectura Ehime, Japón) es una mangaka de origen japonés que dibuja y escribe mangas del género shōjo.
Su debut profesional fue en 1987 con una historia titulada Namida no Message, que fue publicada en el especial de otoño de ese año de la revista Ribon Original, una revista especializada en la publicación de mangas del género shōjo. Desde entonces ha continuado dibujando y publicando mangas del género shōjo.
A excepción de Baby Love, que cuenta con una OVA de media hora, ninguno de sus otros trabajos tiene un anime.

## Obras
- Peter Pan no Sora (1990, serializado en Ribon, Shueisha)[1]
- Mind Game (1990, serializado en Ribon, Shueisha)[2][3]
- Muteki no Venus (1992–1993, Shueisha)[4][5]
- Anata to Scandal (1994–1995, Shueisha)[6][7] (2008, reimpreso por Shueisha)[8][9]
- Baby Love (1996–1999, serializado en Ribon, Shueisha)[10][11] (2007, reimpreso por Shueisha)[12][13]
- Pengin Burazaazu (2000–2002, serializado en Ribon, Shueisha)[14][15]
- Otogibanashi o Anata ni'' (2001, Shueisha)[16]
- Dice (2003, serializado en Ribon, Shueisha)[17][18]
- Otogibanashi wo Anata ni: Tsukiyo no Maihime (2006, Shueisha)[19]